# Bosnien-Hercegovinas flag
Bosnien-Hercegovinas flag blev indført af den internationale højrepræsentant Carlos Westendorp den 4. februar 1998 i tide til, at det kunne benyttes ved Vinter-OL 1998 i Nagano. Flaget blev indført af det internationale samfunds repræsentant fordi Bosnien-Hercegovinas folkevalgte ikke kunne enes om et flag, som kunne erstatte landets første flag fra 1992. Dette flag, en hvid dug med våbenskjoldet til kong Stefan Tvrtho (1376-1391), var oprindelig valgt som et neutralt og samlende symbol som undgik etniske eller nationale symboler, men blev under krigen 1992-1995 knyttet til den bosniske side. 
Flaget har et mellemblåt felt på højre side, fulgt af en gul, retvinklet trekant. Den resterende del af flaget har samme mellemblå farve som feltet til højre med syv hele og to halve femtakkede, hvide stjerner langs trekantens hypotenuse.
Oprindelig var det tænkt, at den blå farve skulle være den samme som i FN-flaget, men det blev ændret til en mørkere for at modsvare farverne i Europa-flaget.
Flaget er ment som værende helt uden symbolik, men trekantens tre hjørner er af enkelte tolket som at repræsentere kroatere, bosniere og serbere. Andre ser trekanten som et forenklet kort over landet. Antallet af stjerner skal være ubestemt, deraf de halve stjerner længst oppe og længst nede. Dette for at undgå at knytte nogen bestemt symbolik til dem.

## Eksterne links
- Bosnien-Hercegovinas flag på Vexilla Mundi Arkiveret 11. juni 2007 hos  Wayback Machine